# یواس‌اس شنک (دی‌دی-۱۵۹)
یواس‌اس شنک (دی‌دی-۱۵۹) (به انگلیسی: USS Schenck (DD-159)) یک کشتی بود که طول آن ۹۵٫۸۳ متر (۳۱۴٫۴ فوت) بود. این کشتی در سال ۱۹۱۹ ساخته شد.